# Secretagogo
Un secretagogo es una sustancia que hace que otra sustancia sea liberada o secretada. Un ejemplo es la gastrina, la cual estimula el ATPasa H+/K+ en las células parietales produciendo un incremento de la producción de ácido gástrico del estómago. La pentagastrina, una forma sintética de la gastrina, la histamina y la acetilcolina son todos secretagogos gástricos.
Las sulfonilureas son secretagogos de la insulina, lo que provoca la liberación de insulina por acción directa sobre el canal de potasio dependiente de ATP en las células beta del páncreas. El bloqueo de este canal conduce a la despolarización y la secreción de las vesículas.

La angiotensina II es un secretagogo de la aldosterona proveniente de la glándula suprarrenal.
La liberación de AVP (Arginina Vasopresina) puede actuar como un secretagogo para la liberacióon de ACTH (Hormona liberadora de adrenocorticotropina). Cabe resaltar que las dos hormonas son producidas por el núcleo paraventricular del hipotálamo, lo cual indica que la AVP juega un importante papel en la regulación de la secreción de ACTH en situaciones de estrés.
- Datos: Q3510429